# Hypnotype placens
Hypnotype placens är en fjärilsart som beskrevs av Walker 1857. Hypnotype placens ingår i släktet Hypnotype och familjen nattflyn. Inga underarter finns listade i Catalogue of Life.